# Arianna Zukerman
Arianna Zukerman (* 7. Dezember 1972 in New York City) ist eine US-amerikanische Sopranistin und Musikpädagogin.

## Leben
Die Tochter des Geigers Pinchas Zukerman und der Flötistin Eugenia Zukerman schlug ebenso wie ihre Schwester Natalia eine Laufbahn als Sängerin ein. Sie studierte an der Juilliard School und an der Brown University und war nach ihrem Debüt mit der Berkshire Opera Company als Stipendiatin der Sullivan Foundation Mitglied des Jungen Ensembles an der Bayerischen Staatsoper.
Nach ihrer Rückkehr in die USA begann ihre internationale Laufbahn als Opern- und Konzertsängerin. Ihre Aufnahme von James Whitbourns Oratorium Annelies bei Naxos wurde 2013 für einen Grammy nominiert. In der Saison 2018–19 sang sie diese Partie mit dem Westminster Choir College in der National Cathedral in Washington, in der Saison 2019–20 mit dem Lincoln Trio und dem Chor der Church of the Redeemer in Bryn Mawr. Neben ihrer Lehrtätigkeit beim Wintergreen Summer Music Festival and Academy unterrichtet sie am Potomac Vocal Institute in Washington und gibt weltweit Meisterklassen.

## Weblink
- Website von Arianne Zukerman